# Tristano Martinelli
Tristano Martinelli (Marcaria, 7 aprile 1557 – Mantova, 1º marzo 1630) è stato un attore teatrale e acrobata italiano, cui è attribuita la creazione della maschera di Arlecchino.

## Biografia
Tristano Martinelli trascorse la giovinezza al seguito del fratello Drusiano, in giro per le piazze europee, alternando parti di acrobata e prove di attore nelle parti comiche. Con il fratello e la cognata, Angelica, dette vita alla fine del XVI secolo ad una compagnia teatrale, che ottenne, da parte del duca di Mantova Vincenzo I Gonzaga, riconoscimenti e protezione.

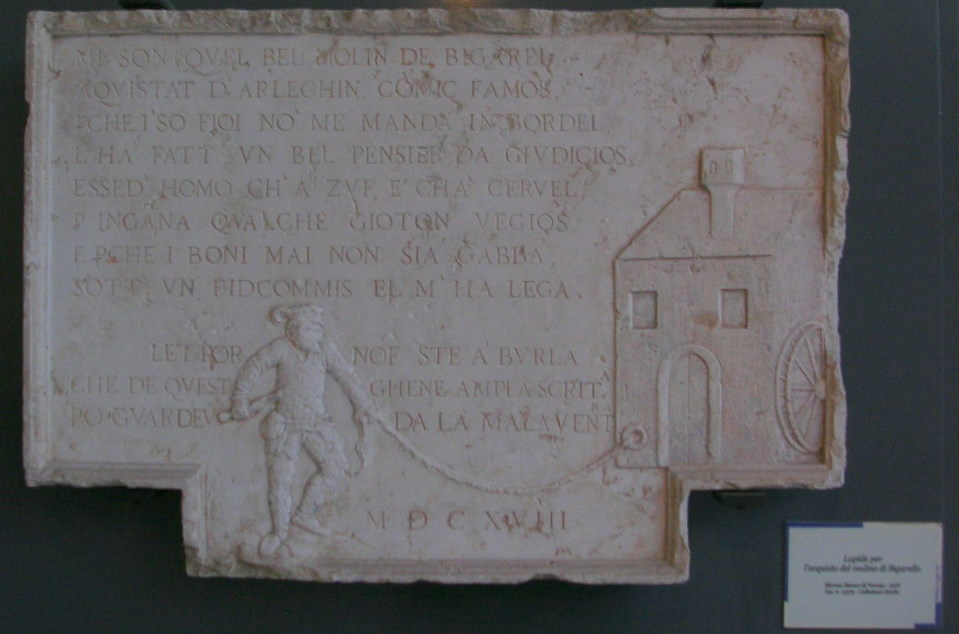
Arlecchino e il mulino di Bigarello
Museo della Città, Palazzo di San Sebastiano a Mantova

Nel 1584-85 recitò in Francia, forse per la prima volta, nelle vesti di Arlecchino. Fino a quel momento gli zanni erano stati i protagonisti prevalenti della Commedia dell'Arte. Nel carnevale del 1584 Tristano scelse un nome proveniente dalle antiche favole popolari francesi adattando il suo personaggio al gusto del pubblico parigino e all'originaria casacca grigia dello zanni, sostituì una veste aderente a cui aggiunse qua e là pezze di colori sul tipo dei giullari medioevali. Un'ulteriore modifica alla figura dello zanni bergamasco fu l'uso del dialetto mantovano, (una sorta di miscuglio tra veneto, emiliano e lombardo), arricchito con parole latine, francesi, spagnole, imparate lungo la strada. Con questo personaggio nel carnevale del 1584 verrà promosso Re dei Diavoli.
Era nato Arlecchino.
Si sposa con la veronese Paola Avanzi, da cui ebbe sette figli.
Rientrato alla corte dei Gonzaga fu nominato massaro dei comici, artisti e venditori ambulanti con il compito di riscuotere le tasse sugli spettacoli.
Tra il 1600 e il 1601 fu nominato capocomico in occasione delle nozze di Maria de' Medici ed Enrico IV di Francia, e pubblicò un volume intitolato Composition de réthorique, un vero scherzo arlecchinesco con pagine bianche e qualche incisione dedicato ai due sovrani francesi. Partecipò in questo frangente alla Compagnia degli Accesi, guidata in un primo tempo dallo Zanni chiamato Frittellino. Entrato in competizione con il capocomico, questi scrisse al Duca di Mantova esprimendo il suo disappunto per la condotta, sempre più autonoma del Martinelli. Contrariamente alle aspettative di Frittellino, il duca, nominò il Martinelli nuovo capocomico dato che il suo personaggio, a metà fra l'attore e il buffone di corte, aveva superato, nel cuore dei francesi, in quanto a celebrità, tutti gli altri comici della compagnia.
Nel 1614-15 fu in Francia, a Parigi.
Il 4 gennaio 1618 comprò un mulino da Alessandro Gonzaga di Novellara, situato nel comune di Bigarello, su cui appose una lapide descrittiva della sua arte, conservata nel Museo della città di palazzo San Sebastiano a Mantova.
Nel 1620-21 ritornò in Francia per una tournée alla corte di Luigi XIII.
Visse a Mantova, prima nel quartiere di Pradella e successivamente nella contrada del Mastino (poi diventato quartiere di San Leonardo) dove ivi morì nel 1630.

### Approfondimenti
- Teresa Megale, «MARTINELLI, Tristano», in Dizionario Biografico degli Italiani, Volume 71 (2008), Istituto dell'Enciclopedia italiana Treccani, Roma (on-line)